# Pseudomonas stutzeri
Pseudomonas stutzeri là một vi khuẩn hình roi gram âm di động lần đầu được cô lập từ chất lưu xương sống người.. Dựa trên phân tích 16S rRNA, P. stutzeri đã được đặt vào nhóm P. stutzeri, nhóm mà nó cho mượn tên.
Các nghiên cứu về trình tự 16S rRNA cho thấy chúng tương đồng với các loài như P.mendocinia, P.alcaligenes, P.pseudoalcaligenes và P.balearica.

## Đặc điểm
•Tế bào có hình que, dài 1 đến 3μm, rộng 0.5 μm.
•Khuẩn lạc có hình dạng không kiên định khi được phân lập trực tiếp, khuẩn lạc có dạng sần, khô, bám chặc với nhau. P.stutzeri có gram âm, hình que, di chuyển bằng một cực của tiên mao.
•Nó không có sắc tố và có khả năng loại nitơ từ NO3- giải phóng N2.
•P.stutzeri có thể tăng trưởng trong môi trường amylase, maltose và tinh bột nhưng không phát triển trong gelatinase.
•Vi khuẩn hiếu khí, phân bố rộng rãi trong các vùng địa lý nhưng được tìm thấy chủ yếu trong đất và nước. Nhiều dòng được phân lập từ các mẫu bệnh lý. Chúng có khả năng chuyển hóa, làm giảm các chất độc cho môi trường và các hợp chất có trọng lượng phân tử cao như polyethylene glycols.

## Ứng dụng
Pseudomonas stutzeri là loại vi khuẩn khử nitrate, không phát quỳnh quang. Gần đây nhiều nhà khoa học đang chú ý đến khả năng chuyển hóa chuyên biệt của nó:
•Một vài dòng có thể chuyển hóa các hợp chất thơm như naphthalene và mathylnapthalenes Hai hợp chất thơm này hiện diện nhiều trong dầu thô, là chất có tiềm năng gây độc.
•P.stutzeri được đề cập như một hệ thống khử nitrate vì nó có khả năng là giảm nitrate chuyển khí N2.
•Một số loài có khả năng biến đổi tự nhiên, là đối tượng thích hợp cho các nghiên cứu về sự biến đổi gen trong môi trường. P.stutzeri được phân lập từ động vật, môi trường bệnh viện và các mẫu bệnh ở người.
•Ớ Việt Nam ta, các chủng vi khuẩn địa phương khử đạm mạnh, phù hợp với điều kiện sinh thái địa phương có thể ứng dụng vào xử lý môi trương nước đã được các nhà khoa học nghiên cứu, đặc biệt gần đây nhất là đề tài phân lập vi khuẩn Pseudomomas stutzeri có khả năng khử đạm mạnh trong nước thải ao cá tra ở Đồng Bằng Sông Cửu Long và ứng dụng nó vào xử lý nước thải. (Pseudomonas stutzeri có khả năng làm giảm hàm lượng nitrogen, amoni, … trong nước ở những nuôi cá tra, basa,… tăng hiệu quả kinh tế, cải thiện cuộc sống cho người dân.)
•Việc nghiên cứu ứng dụng những vi sinh vật có tiềm năng sinh học khử được các hợp chất chứa nitơ vô cơ là rất cần thiết, điển hình là vi khuẩn Pseudomonas stutzeri là loài có tính đa dạng cao và phân bố ở vùng địa lý rộng. Vi khuẩn Pseudomonas stutzeri. Vi khuẩn Pseudomonas stutzeri có khả năng khử đạm, quá trình này làm giảm tác hại ô nhiễm môi trường. Hiện nay, vi khuẩn này đã và đang được nhiều nhà khoa học nghiên cứu, nhưng ở tại Việt Nam những nghiên cứu và ứng dụng về loài vi khuẩn này còn rất nhiều hạn chế. Vì vậy, thực hiện đề cương niên luận sinh học về "Pseudomonas stutzeri khử đạm trong môi trường nước" là điều cần thiết.